# Црни лешинар
Црни лешинар или црни суп (лат. Aegypius monachus — ч. ’египи(ј)ус монакхус’) је велика птица грабљивица која насељава претежно Евроазију. Овај лешинар спада у највеће птице летачице. Члан је породице Accipitridae. Име је добио од грчке речи аιγύπτιος, а назив врсте monachus (монацхус) произилази из речи монах/калуђер, због карактеристичне главе.

## Опис
Ова птица дугачка је 98—120 цм, са распоном крила од 2,5—3,1 м. Мужјаци имају масу 6,3—11,5 кг, док су женке тешке од 7,5—14 кг и тиме спадају у једне од најтежих птица Старог света. Црни лешинар је изразито тамна птица, тело јој је браон боје (осим главе). Кожа на глави и врату је плаво-сиве боје и беле изнад очију. Одрасла јединка има смеђе очи и бледосиве ноге. Из далека када се посматрају ове птице лете делује да су црне боје. Веома широка крила држе равно или благо закривљено. 
Црни лешинари су генерално врло тихе птице и може да се чује комуникација између одрасле јединке са птићем; могу се чути како комуницирају и две одрасле јединке.

## Станиште
Црни лешинар је евроазијска врста. Западна граница њиховог простирања је Шпанија, а источна средња Азија. Обично имају стално пребивалиште, осим у оним деловима њиховог распрострањења где су веома хладне зиме. Ова птица је љубитељ брдовитих, планинских подручја, посебно полуотворених станишта попут ливада на великим надморским висинама. У европском делу обично се налазе на надморској висини од 100—2.000 м, док су у азијском делу на већим висинама. Гнезде се на дрвећу у планинским пределима. Увек бирају неометана, удаљена места где нема људи у близини.
Црни лешинари живе самостално или у паровима. На местима храњења или код великих лешева могу се формирати групе од 12 до 20 лешинара. 

## Размножавање
Црни лешинари лежу/легу јаја у јануару и фебруару. Гнезда им се ретко налазе у близини, за разлику од осталих птица Старог света, које се гнезде у колонијама. Гнезде се на дрвећу или при литицама. Од материјала користе гранчице и штапове, а и мужјак и женка учествују у чувању јаја. Гнезда су широка 1,45—2 м, а дубока 1—3 м, али се повећавају јер га пар користи више пута. Јаја су беле боје, али су често прекривена црвеним и љубичастим траговима. Период инкубације је у просеку око 50 дана, а млади се излегну у априлу или мају. Око 90% јаја се успешно излегне, док више од половине једногодишњих птица преживи до одраслог доба. Црни лешинари су посвећени, активни родитељи и пар заједно штити гнездо и храни младе у сменама.

## Исхрана
Црни суп се као и сви лешинари храни лешевима. Хране се разноврсно, од највећих сисара до гмизаваца. У Азији најчешће једу јастребе, газеле, зечеве и овце, чак понекад и људе. У Европи се најчешће хране зечевима, овцама, кокошкама, свињама и лисицама. Ове птице имају веома јак кљун који може да поломи чак и ребро великих животиња, што их сврстава као једну од најдоминантније врсте лешинара. 

## Угроженост
Број црних лешинара је у протеклих 200 година знатно опао. За разлоге тога наводе се тровања, лов, али највећа претња је уништавање станишта. Истребљен је у многим европским земљама попут Француске, Италије, Аустрије и Румуније, као и на северозападу Африке — Мароко и Алжир. 
У новије време заштита и нови начини храњења омогућили су опоравак ове врсте, посебно у Шпанији, где се број са 200 парова повећао на 1.000 парова. 
Почетком 21. века светска популација црних лешинара процењена је на око 4500—5000 јединки.